# Экстерналия

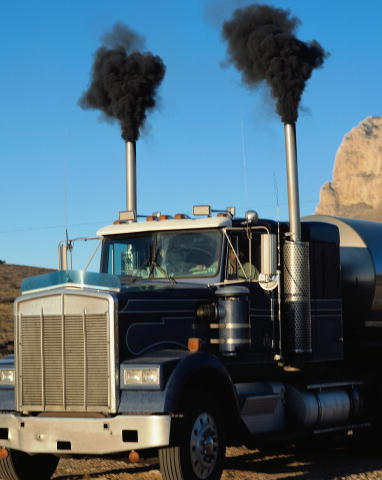
Загрязнение воздуха автотранспортом — пример негативной экстерналии.
Расходы, налагаемые на общество загрязнением воздуха, не компенсируется ни владельцами транспорта, ни теми, кто потребляет услуги транспорта.

Экстерналия (англ. externality), или внешний эффект, в экономической теории — воздействие рыночной транзакции на третьих лиц, не опосредованное рынком.
Основы понятия были введены в 1920 году Артуром Сесилом Пигу в книге «Экономическая теория благосостояния». Само словосочетание «внешние эффекты» ввёл Пол Самуэльсон в 1958 году.
При наличии внешних эффектов рыночное равновесие перестаёт быть эффективным: появляются чистые издержки, нарушается эффективность по Парето, то есть возникает фиаско рынка.
Внешний эффект имеет место всегда, когда действия домашнего хозяйства или фирмы непосредственно влияют на издержки или выгоды других домашних хозяйств или фирм, причём эти побочные эффекты не отражаются в рыночных ценах.

## Определение и виды
Внешние эффекты — это издержки или выгоды от рыночных сделок, не отраженные в ценах. Эти эффекты проявляются в результате производства или потребления благ. Различают частные, внешние и общественные издержки и выгоды.
Внешние эффекты могут быть благоприятными — положительными внешними эффектами, или внешними выгодами, и неблагоприятными — отрицательными внешними эффектами, или внешними затратами. 
Примером отрицательного внешнего эффекта является загрязнение окружающей среды в результате деятельности компании. Примером положительного внешнего эффекта является реставрация компанией занимаемого её офисом исторического здания.
По направлению действия внешние эффекты могут быть подразделены на следующие формы: производственные, потребительские и смешанные.
Примером отрицательного производственного внешнего эффекта является деятельность химического завода, который сливает в реку отходы, приводящие к гибели рыбы, ловом которой занимаются рыбопромысловая компания. Примером положительного производственного внешнего эффекта является опыление пчёлами цветков шафрана — положительный эффект при этом получают как пчеловоды, так и те, кто выращивает шафран.
Примером отрицательного потребительского внешнего эффекта является вредные выбросы завода в атмосферу, от которых страдают окрестные жители. Примером положительного потребительского внешнего эффекта является ремонт компанией дороги к своему заводу, если этой дорогой пользуются и местные жители. 
По характеру воздействия на субъект: технологические (последствия экономической деятельности, не охватывающихся рыночными процессами) и денежные (результат изменения цен на факторы производства).
По степени воздействия: предельные и интрамаржинальные.
По характеру последствий: «Парето-непротиворечивые» и «Парето-противоречивые».
По способам трансформации внешних эффектов: внешние эффекты, которые могут устраняться только под воздействием государства или путём переговоров между производителем и получателем внешнего эффекта.

## Основные параметры в экономической теории
- Предельный частный выигрыш от потребления — спрос на товар.
- Предельная частная стоимость потребления — предложение товара.
- Предельный выигрыш общества — спрос на товар с учетом экстерналий.
- Предельные издержки общества — предложение на товар с учетом экстерналий.

Предельные издержки и выгоды общества являются внешними и, как правило, не учитываются рынком.
При отсутствии внешних эффектов предельные издержки/выигрыш общества эквивалентны предельным частным издержкам/выигрышам, соответственно.

## Причины существования внешних эффектов
Чаще внешние эффекты возникают, когда функционирует достаточно развитый рынок одних благ и отсутствует рынок других, а в производстве или потреблении используется бесплатный ресурс. Воспроизводство человеческого капитала в значительной степени осуществляется вне рыночных отношений, следовательно появляется потребность в иных формах координации действий экономических агентов. Причиной возникновения внешних эффектов является отсутствие установленных прав собственности на ресурсы.

## Теорема Коуза
В 1961 году Рональд Коуз предложил способ решения проблемы внешних эффектов. Смысл теоремы Коуза сводится к следующему: при четком распределении прав собственности и нулевых трансакционных издержках, независимо от того, как права собственности распределены между экономическими субъектами, частные и общественные издержки равны. Согласно Коузу, решение проблемы внешних эффектов состоит в расширении, дополнительном формировании прав собственности. Реально это выражается в приватизации ресурсов. В условиях обмена правами собственности на ресурсы внешние эффекты будут носить внутренний характер и легко устраняться путём переговоров.
Например, компания, загрязняющая окружающую среду, может выплачивать компенсацию жителям окрестных районов, «покупая» у них таким образом разрешение на загрязнение.

## Регулирование внешних эффектов: корректирующие налоги и субсидии
В теории внешних эффектов известны два альтернативных подхода к проблеме регулирования внешних эффектов. В рамках первого подхода было предложено в качестве решения проблемы использовать корректирующие налоги и субсидии.
Корректирующий налог (налог Пигу) — это налог на выпуск экономических благ с отрицательными внешними эффектами, повышающий предельные частные издержки до уровня предельных общественных.
Корректирующая субсидия — это субсидия производителям или потребителям экономических благ с положительными внешними эффектами, позволяющими приблизить предельные частные выгоды к предельным общественным. Налоги и субсидии направлены на перераспределение ресурсов в направлении повышения эффективности их использования для достижения равенства MSC = MSB.
Второй подход. Коуз: решение проблемы внешних эффектов состоит в приватизации ресурсов. В условиях обмена правами собственности на ресурсы внешние эффекты будут носить внутренний характер и устраняться путём переговоров.

## Использование внешних эффектов в экономической практике
Наиболее широкое применение теория внешних эффектов получила при решении экологических проблем. Три основных пути сокращения вредных выбросов в окружающую среду:
1. установление стандартов по вредным выбросам;
2. плата за выбросы;
3. продажа прав на загрязнение окружающей среды.

Мониторинг — отслеживание норм выбросов по каждому конкретному загрязнителю.